# Años 1640
Los años 1640 o década del 1640 se extendió desde el 1 de enero de 1640 y terminó el 31 de diciembre de 1649.

## Acontecimientos
- 1642 -  En Países Bajos, Rembrandt pinta Ronda de noche.
- 1644 - Inocencio X sucede a Urbano VIII como papa.
- 1649 - Carlos I de Inglaterra es ejecutado.
- Guerra de Candía

## Personas destacadas
- Cardenal Mazarino, regente de Francia.
- Oliver Cromwell, político inglés.
- Diego Velázquez, pintor español.